# María Ponce
María Eugenia Ponce de Bianco née le 6 juillet 1924, à Tucumán et morte assassinée le 17 ou  décembre 1977 dans la mer Argentine près de Sainte Teresita) est une militante sociale argentine, et l'une des fondatrices de l'association des Mères de Place de Mai, dédiée à la recherche des desaparecidos pendant la terrorisme d'État en Argentine.

## Biographie
María Ponce est né le 6 juillet 1924, à Tucumán.
Elle suis le cursus scolaire pendant cinq années. Elle lit beaucoup et travaille dans l'entreprise de matelas familial. Elle est émancipée pour une femme vivant en Argentine à cette époque.
Dès son plus jeune âge, elle a exprimé des préoccupations sociales qui l'ont amenée à adhérer au parti communiste argentin.
Le 24 mars 1976, un coup d'État a lieu en Argentine et instaure un régime basé sur le terrorisme d'État. À cette époque, María quitte le Parti communiste, en désaccord avec sa ligne politique et adhére à l'Armée révolutionnaire du peuple (ERP), fondé par Mario Roberto Santucho (en) en 1970.
La mort de sa fille Alicia, troisième du nom, l'émène à fermer l'entreprise familiale pour mieux se consacrer à ses recherches de personnes disparues et, suivant l'exhortation d'Azucena Villaflor, elle est parmi les premières femmes à se rassembler sur la Place de Mai le 30 avril 1977, donnant naissance au mouvement des Mères de Place de Mai,.

## Disparition, séquestration, torture et assassinat
Son  implication dans les mouvements d'opposition politique et sa participation aux réunions organisées par un groupe de jeunes de l'avant-garde communiste dans l'église de Santa Cruz, dans le quartier de San Cristobal à Buenos Aires, attire l'attention du régime militaire.
Elle est arrêtée entre le 8 et le 9 décembre 1977 par la Task Force 3.3.2, sous le commandement d'Alfredo Astiz, devant l'église de Santa Cruz dans le quartier San Cristobal de Buenos Aires, où son groupe a l'habitude de se réunir. L'arrestation a lieu à la fin d'une réunion pour collecter des fonds pour la publication dans le journal La Nación d'une demande d'informations sur les disparus adressée aux institutions. 12 personnes liées aux Mères de la Place de Mai suite à l'infiltation d'Alfredo Astiz dans le groupe, qui s'est fait passer pour le frère d'un disparu.
Avec María Ponce, d'autres fondatrices des Mères de Place de Mai sont arrêtés, dont Azucena Villaflor et Esther Ballestrino, et les religieuses françaises Alice Domon et Léonie Duquet.
Elle est  emmenée directement au centre de détention clandestin situé dans l'Escuela de Mecánica de la Armada (ESMA), sous le contrôle de la marine argentine, où elle est détenue dans la zone connue sous le nom de « Capucha ». Elle y reste environ 10 jours, pendant lesquels elle est constamment torturée. Dans le rapport Nunca Más, les témoins Maggio et Cubas, survivants de l'ESMA, ont raconté ce qu'ils savaient de son sort :  

« Il en a été de même pour les religieuses françaises Alice Domon et Léonie Renée Duquet. J'ai eu l'occasion de parler personnellement à Soeur Alice, car elle a été emmenée avec Soeur Renée au troisième étage du Casino des officiers de l'ESMA, où j'étais retenu en captivité. Cela s'est passé vers le 11 ou le 12 décembre. C'est à ce moment-là qu'elle m'a dit qu'elle avait été enlevée dans une église, avec des proches de disparus. J'ai appris par la suite qu'il y avait 13 personnes.... Elles ont ensuite été « transférées » avec les onze personnes restantes. Les rumeurs internes basées sur la rapidité avec laquelle ces personnes ont été emmenées indiquaient qu'elles avaient été assassinées. (Témoignage de Horacio Domingo Maggio, Legajo N° 4450). »

Le 17 ou le 18 décembre 1977, Maria et le reste du groupe sont emmenées à l'aéroport militaire situé à l'extrémité sud de l'Aéroport Jorge-Newbery dans la ville de Buenos Aires, placées sous sédation dans un avion de la marine et jetées vivantes au cours d'un vol de la mort dans la mer au large de Santa Teresita, où elles sont mortes lorsqu'elles ont touché l'eau.

## Identification de son corps et enterrement

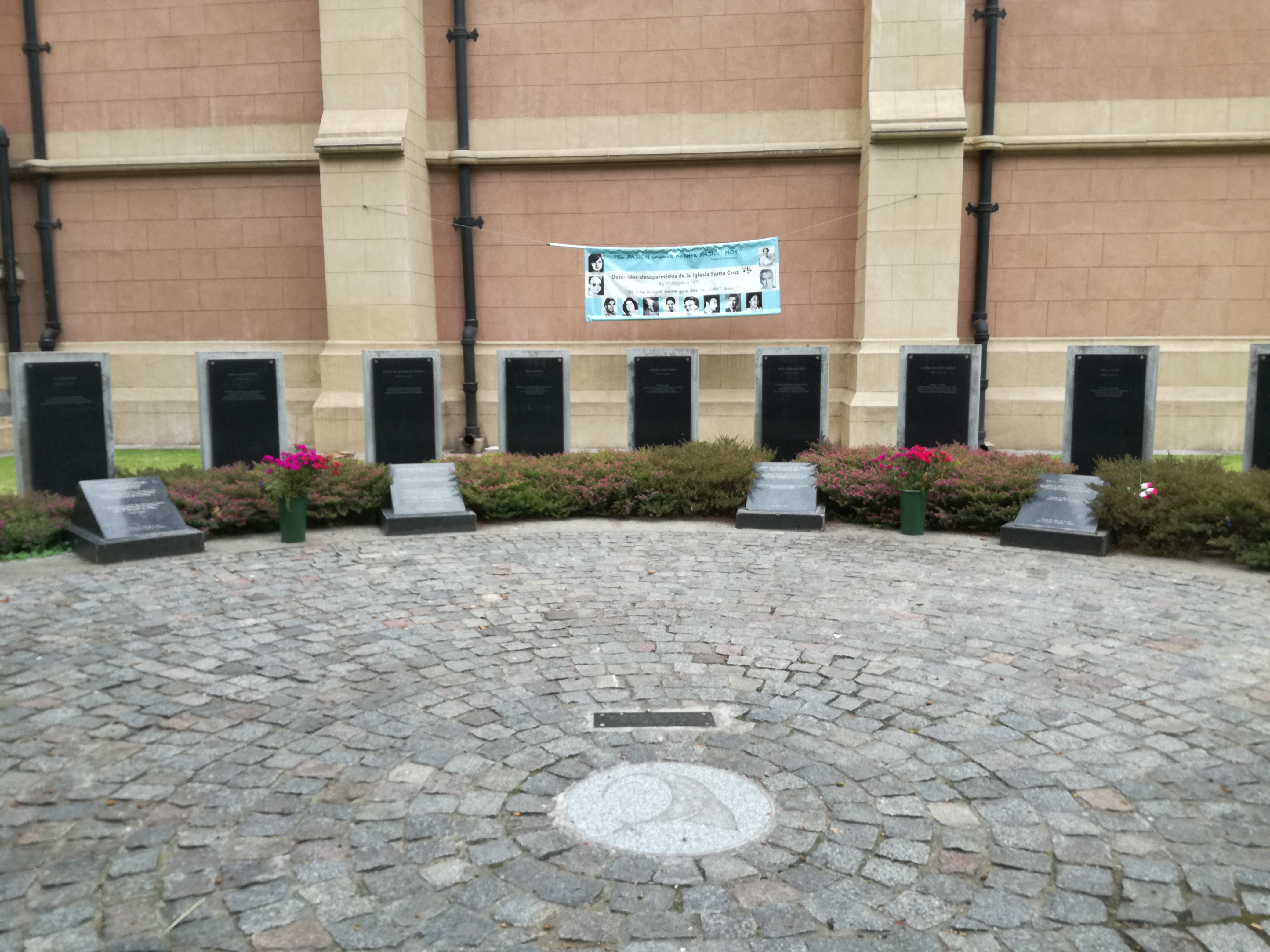
Solaire de la Mémoire dans l'Église de la Sainte Cruz, où se trouvent les restes de María Ponce avec Azucena Villaflor, Esther Ballestrino et Léonie Duquet.

Le 20 décembre 1977, des cadavres apparaissent en provenance de la mer sur les plages de la province de Buenos Aires , près des stations balnéaires de Santa Teresita (Buenos Aires) (en) et la  Mer du Tuyú. Les médecins de la police qui examinent les corps constatent que la cause du décès est une « collision avec des objets durs depuis une grande hauteur », comme l'indique le type de fractures osseuses trouvées, survenues avant le décès. Sans autre enquête, les autorités locales ont immédiatement ordonné que les corps soient enterrés avec le nom N.N dans une fosse commune située dans le cimetière de la ville voisine de General Lavalle.
En 1984, dans le cadre de l'enquête de la CONADEP et du procès de la junte argentine, des fouilles sont effectuées dans le cimetière du général Lavalle, et une grande quantité de restes osseux provenant des corps trouvés sur les plages de San Bernardo et de Lucila del Mar sont découverts. Ces restes sont utilisés dans le procès de la junte, puis stockés dans 16 sacs.
Dès lors, le juge Horacio Cattani commence à accumuler les dossiers sur les disparus. Malgré les lois du Punto Final et du Due Obedience, qui paralysent les enquêtes, Cattani parvient en 1995 à construire des archives de 40 mètres carrés pour abriter toutes les preuves.
En 2003, le maire de General Lavalle signale que de nouvelles tombes de personnes non identifiées ont été découvertes dans le cimetière de la ville. Le juge Cattani ordonne des fouilles supplémentaires avec l'équipe L'équipe argentine d'anthropologie médico-légale (es) (EAAF), et deux lignes de tombes sont découvertes, l'une au-dessus de l'autre. Huit squelettes sont trouvés, cinq correspondant à des femmes, deux à des hommes et un, classé GL-17, défini comme « probablement masculin »
Cattani envoie les ossements au Laboratoire d'immunogénétique et de diagnostic moléculaire (LIDMO) de Córdoba (Argentine), appartenant à l'EAAF. Les résultats du laboratoire permettent de déterminer que les restes appartenaient au groupe des personnes enlevées entre le 8 et le 10 décembre 1977. Le 8 juillet 2005, le juge Cattani reçoit le rapport établissant que l'une des dépouilles identifiées appartient à María Ponce.
Le 24 juillet 2005, 28 ans après son assassinat, María Ponce de Bianco est enterrée dans le jardin de l'église Santa Cruz à Buenos Aires, avec Esther Ballestrino. Plus tard, Sœur Léonie Duquet et Ángela Auad (es) y sont également enterrées. Les cendres d'Azucena Villaflor dispersées sur la Plaza de Mayo.

## Dissimulation par le gouvernement américain
Des documents secrets du gouvernement américain déclassifiés en 2002 prouvent que le gouvernement américain savait depuis 1978 que les corps sans vie des religieuses françaises Alice Domon et Léonie Duquet et des mères de la Place de Mai Azucena Villaflor, Esther Ballestrino et María Ponce avaient été retrouvés sur les plages de Buenos Aires. Cette information est gardée secrète et n'est pas communiquée au gouvernement argentin.
Ces informations figurent dans le document n° 1978-BUENOS-02346 adressé par l'ambassadeur des États-Unis en Argentine, Raúl Castro, au secrétaire d'État des États-Unis, en date du 30 mars 1978, qui mentionne comme objet le « Rapport sur les religieuses décédées

« 1 (...) les corps de deux religieuses françaises (Alicia Doman et Renée Duguet) enlevées à la mi-décembre avec onze autres militants des droits de l'homme ont été identifiés parmi les cadavres près de Bahia Blanca. 2. il y a un mois, Buenos Aires était en proie à des rumeurs concernant la découverte d'un certain nombre de cadavres rejetés sur le rivage par des vents exceptionnellement forts le long de la mer Atlantique, à des endroits proches de l'embouchure du Rio de la Plata, à quelque 300-350 milles au nord de Bahia Blanca (voir Buenos Aires 1919 pour le contrôle). 3. L'ambassade (section supprimée) qui essayait de retracer ces rumeurs dispose d'informations confidentielles selon lesquelles les religieuses ont été enlevées par des agents de sécurité argentins et ont été transférées à un moment donné dans la ville de Junin qui se trouve à environ 150 milles à l'ouest de Buenos Aires. »